# Саит-Курзя
Саит-Курзя (баш. Сәйет-Көрйә) — деревня в Бураевском районе Башкортостана, входит в состав  Тангатаровского сельсовета. 

## Население
| 2002 | 2009 | 2010 |
| ---- | ---- | ---- |
| 208  | ↘200 | ↘137 |

Согласно переписи 2002 года, преобладающая национальность — башкиры (93 %).

## Географическое положение
Расстояние до:
- районного центра (Бураево): 40 км,
- центра сельсовета (Тангатарово): 8 км,
- ближайшей ж/д станции (Янаул): 108 км.

## Известные уроженцы
- Салимов, Марсель Шайнурович (род. 1949) — писатель-сатирик, поэт, публицист, переводчик, заслуженный работник культуры Башкирской ССР (1990) и Российской Федерации (1993), член Союзов писателей России и РБ.